# رینا آیزاوا
رینا آیزاوا (انگلیسی: Rina Aizawa؛ زادهٔ ۲۸ ژوئیهٔ ۱۹۹۱) یک هنرپیشه، و مانکن (فرد) اهل ژاپن است.